# NGC 3917
NGC 3917 is een spiraalvormig sterrenstelsel in het sterrenbeeld Grote Beer. Het hemelobject werd op 17 maart 1790 ontdekt door de Duits-Britse astronoom William Herschel.

## Synoniemen
- UGC 6815
- MCG 9-20-8
- ZWG 269.5
- ZWG 268.93
- IRAS 11481+5206
- PGC 37036